# Ancipitia anthrax
Ancipitia anthrax là một loài lan bản địa của miền nam Colombia.
In literature và on the Internet the homotypic synonym Pleurothallis anthrax is still much in use.